# Diquark
I diquark sono oggetti ipotetici formati dall'unione di due quark raggruppato all'interno di un barione. Sono dotati carica di colore, quindi una molecola di due diquark è unita dallo scambio di gluoni, ed un simile oggetto avrebbe un raggio molto più ridotto rispetto a una molecola mesonica.
Il diquark è spesso trattato come una singola particella con la quale il terzo quark interagisce tramite l'interazione forte. L'esistenza di diquark all'interno dei nucleoni è una questione controversa; tuttavia l'ipotesi dell'esistenza di queste particelle aiuta spiegare alcune proprietà del nucleone.